# Вярност
Вярност, също и преданост, лоялност (от английското: loyalty) може да се отнася до вярност в любовта, в обещание или клетва, в службата, към суверен, кралско семейство, държавно управление (Енциклопедия Британика, 11-издание, 1911).
В Християнството това е лоялността към Бога, която предшества и е по-висша, има първенство над лоялността към някого (човек), като християнството отрича дуалната лоялност, в Евангелие от Матей 6:24 Исус казва „Никой не може да слугува на двама господари, защото или ще намрази единия, а ще обикне другия, или към единия ще се привърже, а другия ще презира. Не можете да слугувате на Бога и на мамона.“
Според Джосая Ройс в неговата книга Философия на верността той определя верността като основна ценност и „основно задължение към всички други задължения“.